# Annie Parker
Annie Parker (Decoding Annie Parker) è un film del 2013 diretto da Steven Bernstein.
Il film ripercorre la storia di Annie Parker, una donna colpita più volte dal cancro, in parallelo con le ricerche condotte da Mary-Claire King che riuscirà a dimostrare il legame genetico del cancro al seno grazie alla scoperta del gene BRCA1 nel 1990.

## Trama
Annie Parker ha solo undici anni quando vede la madre ammalarsi a causa di un cancro al seno. A 19 anni ha visto morire madre e padre di cancro. Innamoratasi di Paul, un eccentrico appassionato di rock, Annie si sposa e resta subito incinta. Pochi anni più tardi, nel 1974, la sorella maggiore, con la quale ha un rapporto strettissimo, scopre di avere lo stesso male della madre e muore nel giro di pochi mesi.
Annie è comprensibilmente sconvolta da questa ulteriore perdita e finisce per essere ossessionata dalla malattia non ritenendo possibile che questa incidenza nella sua famiglia sia un caso. E infatti le viene diagnosticato proprio un cancro al seno che la costringerà a un pesante intervento chirurgico con asportazione completa di una mammella e seguente logorante chemioterapia. La giovane donna si sottopone alle cure con grande tenacia lottando per sé e per non lasciare il suo piccolo figlio. Comincia anche una ricerca personale per capire meglio il male che la affligge. Apprende così attraverso il giovane medico Sean che c'è una dottoressa che sta studiando il cancro al seno dal punto di vista genetico.
Mary-Claire King è una ricercatrice di successo che, con il suo gruppo di Berkeley, ha concentrato i suoi studi genetici sul cancro al seno, convinta da tante storie familiari tipo quella di Annie Parker, che vi sia un'origine genomica. Così, superati i problemi di finanziamento e con l'ausilio del progresso tecnologico, nel 1990 arriva la tanto attesa scoperta che conferma quanto sostenuto anche in mezzo a molto diffidenza, nel corso di decenni.
Dopo la guarigione, Annie ha rotto con il marito che si scopre poi averla tradita con Louise, la sua migliore amica. Grazie alla nuova amica Kim prende a frequentare Marshall, poi accorre al capezzale del marito, anche lui malato di cancro. Morto Paul, Annie ha una ricaduta e affronta nuovamente la chemioterapia, con la solita grande forza interiore e il sostegno di Marshall e di Kim.
Superata anche questa ricaduta, Annie conosce finalmente Mary-Claire King alla quale aveva chiesto ripetutamente di essere esaminata per le sue ricerche. La King, reduce dai successi della sua ricerca, riceve le congratulazioni di Annie e contraccambia tributandole il suo sostegno a dimostrazione che conosceva bene la sua storia.
In conclusione viene precisato che Annie, risposatasi con Marshall, sarà colta per una terza volta dal cancro e per la terza volta lo sconfiggerà, con la solita tenacia e con la speranza in più che ora le hanno dato i progressi della ricerca.